# Faras

Mapa del sur del Peloponeso en la Antigüedad. La ciudad de Faras se encontraba cerca de la costa del golfo de Mesenia.

Faras (en griego antiguo Φαραί)  fue una antigua ciudad de Mesenia, que distaba de Abia 70 estadios, según Pausanias. Autores antiguos la identificaban con Feras o Fere (Φήρη, ῄ), patria de Diocles (un descendiente del dios-río Alfeo). Fue una de las siete ciudades (ptoliethra) de Agamenón. El gentilicio es faraita (Φαραιάτηϛ).
El fundador fue Faris, hijo de Hermes y de Filodamía, hija de Dánao. Pausanias vio allí un templo dedicado a la diosa Tique.
Las primeras referencias a su estatus como polis son vagas, son seguras cuando se unió a la Liga Aquea hacia el 182 a. C. Jenofonte se refiere a Faras como choras, pero no de tal manera que excluya una polis.
Evidencias arqueológicas sugieren que fue un importante asentamiento desde sus inicios, y que fue una polis fortificada a partir del 369 a. C. Las fortificaciones clásicas parecen haber ocupado un área mucho más pequeña que las del período helenístico.
El rey mesenio Aristómenes durante la segunda guerra mesenia cuando llegó a Faras mató a los que intentaron oponérsele y cogiendo botín lo llevó a Mesene.
César Augusto ordenó que los mesenios de Faras formaran parte de Laconia.